# 菲利普·朗恩
菲利普·朗恩為瑞士建築師。1993年畢業於瑞士洛桑聯邦理工學院。其作品致力於將建築從生理學領域延伸到氣象學領域，並於國際上在永續發展之建築領域獲得廣泛關注。其所主持之Philippe Rahm architectes事務所位於法國巴黎。

## 生平
菲利普朗恩於2002年獲選代表瑞士參與第八屆威尼斯雙年展，並於該展中名列總監Aaron Betsky提選二十五位宣言建築師之一。菲利普朗恩獲選提名2009年中國之鄂爾多斯獎，以及2008、2010年莫斯科之車尼可夫獎之前十最佳提名者。菲利普朗恩廣泛參與眾多國際級展覽，展覽履歷包括2000年法國奧爾良建築實驗室、2004舊金山現代藝術博物館、2003至2006與2007年巴黎龐畢度中心、2008第七屆歐洲藝術宣言展、2009丹麥路易斯安納現代美術館、2010紐約古根漢美術館，並於2007年於蒙特婁加拿大建築中心舉辦個人展覽。自2005年起，菲利普朗恩成為摩納哥彼爾埃王子基金會的藝術會議成員。

## 執教經驗
菲利普朗恩於2000年為羅馬美第奇別墅的常駐研究員。2005-2006年任教於倫敦AA建築聯盟學院，在2004和2005年於瑞士Mendrisio建築學院，2006-2007年於洛桑高等理工科學院，2009-2010年於哥本哈根皇家建築學院，2010-2011年於挪威奧斯陸建築設計學院擔任客席教授。2010-2012年於美國普林斯頓大學擁有Jean Labatut教授資格，並在2011-2013年於該校擔任客席教授。2014年9月起菲利普朗恩開始於美國哈佛大學設計學院任教。菲利普朗恩廣泛地於世界各地發表演說，邀請者包含美國哈佛大學設計學院，紐約柯柏聯盟學院，南加州大學和蘇黎世聯邦理工學院。菲利普朗恩目前於法國、臺灣、波蘭、英國、義大利與德國等地執行有私人與公共之項目。 

## 作品
近期的作品有2011年於臺灣臺中佔地70公頃的臺中中央公園國際競圖首獎、2011年於法國巴黎La Défense由EPADESA開發13000平方米的辦公大樓、2010年於德國漢堡的IBM對流性公寓、2009年於法國巴黎香榭大道上大皇宮的現代美術展白色地質舞台設計、2008年為美術家 Dominique Gonzalez-Foerster女士設計的工作室。

## 著作
專題著作包括2002年由Birkhaüser出版的"生理建築"、2005年由北九州市當代藝術中心出版的"鬼魅平房"、同年由HYX出版的"扭曲畸變"、2006年由Skira出版的"環境：邁向明日的途徑"、2009年由Archibooks出版的"氣象學建築"、2014年由Postmedia books出版之"建構氣候"以及2015年由Les Petits matins出版之"感官氣象學"。

## 獎項
- Swiss art Award, Architecture, 2003
- Chernikov Prize, Moscow, Russia, Nominee, top ten, 2008
- Ordos Prize, China, Nominee, 2009
- Carte blanche grant, VIA, France, 2009
- Chernikov Prize, Moscow, Russia, Nominee, 2010

## 相關書籍
- 2020, « Histoire naturelle de l'architecture », Éditions du Pavillon de l'Arsenal, France, ISBN 978-2-35487-058-4
- 2020, « Écrits climatiques », Éditions B2, France, ISBN 978-2-36509-114-5
- 2020, « Arquitectura Meteorológica », Editor Arquine, Mexico, ISBN 978-607-9489-69-4
- 2019, « Le jardin météorologique, et autres constructions climatiques », Éditions B2, France, ISBN 978-2-36509-100-8.
- 2017, « Form Follows Climate », Oil Forest League, Italie, ISBN 9788894139464.
- 2015, « Météorologie des sentiments», Les Petits matins, Paris, France, ISBN 978-2-36383-073-9.
- 2014, « Constructed Atmospheres », Postmediabooks, Paris, France, ISBN 978-8-87490-124-1.
- 2010, « Typologies météorologique », Am weissenhof Galerie, Stuttgart, Allemagne.
- 2009, « Architecture météorologique », Archibooks, Paris, France, ISBN 2-35733-049-X.
- 2006, « Environ(ne)ment : approaches for tomorrow», Gilles Clément, Philippe Rahm, Skira, Milan, Italie, ISBN 88-7624-959-1.
- 2005, « Ghost flat », Philippe Rahm, Marie Darrieussecq, CCA Kitakyushu, Japan.
- 2005, « Distorsions », HYX éditeurs, Orléans, France, ISBN 2-910385-40-X.
- 2004, « Ghostscape » Monum, ENSBA, Paris, ISBN 2-84056-169-7.
- 2002, « Architecture physiologique » Décosterd & Rahm, Birkhauser, Basel, Boston, Berlin, ISBN 3-7643-6944-2.

## 外部連結
- https://web.archive.org/web/20140728074226/http://www.gsd.harvard.edu/cgi-bin/courses/faculty.cgi?term=201420&person=156856
- 中文官方網站 （页面存档备份，存于）
- 哈佛大學設計學院演講 （页面存档备份，存于）
- 蘇黎世聯邦理工學院演講
- 臺中逢甲大學演講 （页面存档备份，存于）